# 邉安烈
邉安烈（변안렬、1334年 - 1390年）は、高麗末期の武将、推誠輔祚功臣。朝鮮の氏族原州邊氏の始祖。二等功臣、一等功臣、礼儀判書、判三司事、領三司事を歴任。
中国宋朝から高麗の黄州郡に帰化した邉么の息子邉呂（辺呂）の玄孫邉順が1268年に元朝に帰国して瀋陽の千戸侯に封ぜられ、邉順の孫が邉安烈である。1352年に魯国公主の師傅として高麗に入国。
崔瑩と済州を征伐した功績により知門下府事及び門下評理を任官。王禑時代に門下賛成事を任官。李成桂と雲峰と荒山にて倭寇を退却させた功績により政房提調を任官。丹陽及び安洞の倭寇を退却させた功績により原川府院君に任官。
『高麗史』巻126第列伝39に邉安烈の列伝がある。